# Sofiane Hanni
Sofiane Hanni (Ivry-sur-Seine, Francia, 29 de diciembre de 1990) es un futbolista francés de ascendencia argelina que juega como mediocampista y milita en el Al-Khor S. C. de Catar.

## Clubes
| Club                   | País    | Año       |
| ---------------------- | ------- | --------- |
| F. C. Nantes           | Francia | 2009-2011 |
| Kayseri Erciyesspor    | Turquía | 2011-2013 |
| Ankaraspor             | Turquía | 2013-2014 |
| R. K. V. Malinas       | Bélgica | 2014-2016 |
| R. S. C. Anderlecht    | Bélgica | 2016-2018 |
| F. C. Spartak de Moscú | Rusia   | 2018-2019 |
| Al-Gharafa S. C.       | Catar   | 2019-2022 |
| Al Ahli S. C.          | Catar   | 2022-2023 |
| Al-Khor S. C.          | Catar   | 2023-     |

## Palmarés

### Títulos nacionales
| Título                      | Club                | País    | Año  |
| --------------------------- | ------------------- | ------- | ---- |
| Primera División de Bélgica | R. S. C. Anderlecht | Bélgica | 2017 |
| Supercopa de Bélgica        | R. S. C. Anderlecht | Bélgica | 2017 |

### Distinciones individuales
| Distinción    | Año  |
| ------------- | ---- |
| Bota de Ébano | 2016 |